# Hickman-Krater
Der Hickman-Krater ist ein Einschlagkrater, der sich 35 Kilometer nördlich von Newman und etwa 1000 Kilometer nördlich von Perth in der Ophthalmia Range in der Pilbara-Region von Westaustralien befindet. Entdeckt wurde er beim Betrachten von Google Earth.

## Entdeckung
Der Geologe Arthur Hickmann, der in der Institution Geological Survey of Western Australia arbeitet, entdeckte den Krater im Juli 2007 beim Betrachten von Google Earth. Er meldete seine Entdeckung dem Geologen Andrew Gliksen und bat ihn um eine zweite Meinung. Dieser unternahm im August eine Feldinspektion und bestätigte, dass es sich um einen Meteoreinschlag handelt, und verlieh ihm den Namen des Entdeckers. Im Mai 2008 unternahm Hickman weitere Untersuchungen, die die Einschlagtheorie weiter festigten.

## Beschreibung
Der Krater hat einen Durchmesser von 260 Metern und erhebt sich 30 Meter über das ihn umgebende Gelände. Der innere Kraterrand fällt steil ab, der äußere ist flacher. Am südlichen Kranzrand wurde nach dem Einschlag ein Fluss aufgestaut. Gestein wurde bis zu 300 Meter außerhalb des Kranzes geschleudert. Die Trümmer bestehen aus Rhyolith, Hornstein und Bändererz, davon sind einige Trümmer mehr als 2 Meter lang. Der Krater schlug in Schichten von Woongarra Rhyolith und in die Booleega Iron Formation ein, darunter liegen Schichten von Alluvialboden.
Die Oberfläche der Steinblöcke zeigen typische Spuren des Meteoriteneinschlags, wie Strahlenstrukturen, Harnisch und hydrothermale Goethit-Quarz-Adern.
Es wird angenommen, dass es ein Eisenmeteorit mit einem Durchmesser von etwa 10 Metern war, der mit einer Geschwindigkeit von 5 Kilometern je Sekunde einschlug. Der Einschlag hatte eine Energie von 200.000 bis 300.000 Tonnen explodierendem TNT.
Das Ereignis fand im Pleistozän statt.